# Koroška Titu
Koroška Titu je album Pihalnega orkestra ravenskih železarjev s pevskimi zbori, ki je izšel na vinilni plošči ob dnevu mladosti leta 1980 v sodelovanju Kulturne skupnosti Ravne na Koroškem z založbo ZKP RTV Ljubljana.

## Seznam posnetkov
| A stran | A stran        | A stran             | A stran     | A stran  | A stran |
| Št.     | Naslov         | Besedilo            | Glasba      | Priredba | Dolžina |
| ------- | -------------- | ------------------- | ----------- | -------- | ------- |
| 1.      | „Pesem o Titu‟ | V. Nazor / S. Samec | R. Simoniti | L. Leško | 2:10    |
| 2.      | „Jugoslavija‟  | D. Velkaverh        | T. Hrušovar | L. Leško | 2:42    |

| B stran         | B stran           | B stran          | B stran         | B stran         | B stran |
| Št.             | Naslov            | Besedilo         | Glasba          | Priredba        | Dolžina |
| --------------- | ----------------- | ---------------- | --------------- | --------------- | ------- |
| 1.              | „N'mau čez izaro‟ |                  | E. Adamič       |                 | 1:51    |
| 2.              | „Jugoslavijo‟     | M. Popović Zahar | D. Živković     | L. Leško        | 3:17    |
| Skupna dolžina: | Skupna dolžina:   | Skupna dolžina:  | Skupna dolžina: | Skupna dolžina: | 10:00   |

## Sodelujoči

### Moški pevski zbor VRES DPD »Svoboda«Prevalje
poje na posnetku: A1
- Jožko Kert – zborovodja

### Pihalni orkester železarjev Ravne / Pihalni orkester ravenskih železarjev
igra na posnetkih: A1, A2 in B2
- Alojz Lipovnik – dirigent

### Mladinski zbor MKUD Franci Paradiž Gimnazije Ravne na Koroškem
poje na posnetkih: A2 in B2
- Branko Čepin – zborovodja

### Otroški zbor Osnovne šole Miloš Ledinek Črna na Koroškem
poje na posnetku: B1
- Marjan Berložnik – zborovodja

### Pevka
- Alenka Pinterič – vokal na posnetku A2

### Produkcija
- Josip Forembacher – producent
- Matjaž Culiberg – tonski mojster
- Josip Košuta – odgovorni urednik
- Franc Boštjan – oblikovanje
- Tone Stražišar – oblikovanje